# Journée de la langue roumaine
La Journée de la Langue Roumaine (en roumain : Ziua Limbii Române) est un jour férié de Roumanie célébré chaque 31 août pour la langue roumaine,. C'est une langue romane, faisant partie de la même famille linguistique que les langues française, italienne, portugaise et espagnole. La fête a été proposée pour la première fois en 2011, lorsque des députés du Parlement roumain de tous les partis politiques ont soumis une demande au Sénat roumain pour faire du 31 août la « Journée de la langue roumaine ». La même année, des organisations et associations de Roumains de Bulgarie, de Hongrie, de Serbie et d'Ukraine avaient déjà déclaré le 31 août comme tel, commençant à le célébrer en 2012 et demandant à l'État roumain de reconnaître également la fête,.
Le Sénat roumain l'a approuvé le 6 décembre 2011, tandis que la Chambre des députés l'a accepté le 19 février 2013. Le président roumain Traian Băsescu a promulgué la fête le 13 mars 2013, qui a été publiée dans le Monitorul Oficial six jours plus tard. Selon la loi qui a accepté la fête, la loi no 53/2013, elle peut être célébrée par les autorités publiques nationales et les missions diplomatiques étrangères, qui peuvent organiser des événements culturels et éducatifs à caractère scientifique ou d'une personnalité évocatrice.
Une fête célébrant la langue roumaine avait été décrétée bien avant le 23 juin 1990 en Moldavie. Il a été nommé "Limba noastră cea română" ("Notre langue roumaine"), mais son nom a été changé en 1994 en simplement "Limba noastră" ("Notre langue"),.
La Journée de la langue roumaine est également célébrée et reconnue internationalement. Par exemple, l'ambassade de Roumanie à Madrid, en Espagne, a félicité ce jour toutes les personnes de langue roumaine pour "préserver leur identité nationale à travers leur langue" et a annoncé qu'elle soutenait l'initiative de la branche de l'Institut culturel roumain (ICR) à Madrid en lançant une campagne en ligne pour rendre hommage au travail des traducteurs de la littérature roumaine vers l'espagnol. Les organisations culturelles veillent également à ce que les communautés de la diaspora roumaine puissent également célébrer la fête. Cela a été le cas à Vidin (Bulgarie), Zakarpattia (Ukraine), la vallée de Timok  et Voïvodine (Serbie) et Méhkerék (Hongrie).